# Makwassie
Makwassie is een landbouwdorp gelegen in de gemeente Makwassieheuvels in de Zuid-Afrikaanse provincie Noordwest. Het ligt 14 km ten zuiden van Wolmaransstad en 78 km noordwestelijk van Wesselsbron aan de Makwassiestroom.   

## Geschiedenis
In 1822 werd hier de eerste zendingspost ten noorden van de Vaalrivier gesticht door de Wesleyaanen. Op 21 juli 1823 werd in het gezin Broadbent het eerste blanke kind in de Transvaal in de zendingspost geboren. Het dorp zelf werd in 1907 gesticht door Charles L. Stratton. Drie jaar later werd het tot dorp uitgeroepen. Het dorp ontleent zijn naam aan de Makwassiestroom die hier voorbij stroomt. Deze naam is waarschijnlijk afgeleid van het Bosjesmanwoord voor de aromatische wilde groenment die op de oevers van deze stroom groeit. De naam werd eerst gespeld als "Maquassi" en in 1937 werd deze naam gestandaardiseerd naar "Makwassie". De hoofdspoorlijn heeft Makwassie in 1905 bereikt. In 1910 werd in Makwassie ook het eerste gemeentehuis in de provincie Transvaal gebouwd. 
Het dorp claimt vier opmerkelijke feiten in de geschiedenis van Transvaal:
- Eerste zendingspost ten noorden van de Vaalrivier - gebouwd door de Wesleyaanen: Samuel Broadbent en Thomas Hogson in 1822.
- Eerste blanke kind geboren - juli 1823
- Eerste drukwerk - een Tswana spellingboek en religieuze werken
- Oudste gemeentehuis - gebouwd in 1910

## Lokale economie
De belangrijkste economische activiteit in het omliggende gebied is de landbouw. De belangrijkste gewassen die verbouwd worden zijn: mais, sorghum en pinda's. Het dorp staat zich er ook op voor de eerste silo te hebben gebouwd voor de opslag van pinda's. Daarnaast vindt er ook veehouderij plaats voor de productie van melk.

## Subplaatsen
Het nationaal instituut voor de statistiek, Stats SA, deelt sinds de volkstelling 2011 deze hoofdplaats in in 2 zogenaamde subplaatsen (sub place), te weten: Lebaleng • Makwassie SP1.